# Strange Dawn
Strange Dawn (ＳＴＲＡＮＧＥ ＤＡＷＮ ―ストレンジドーン―?, Sutorenji Dōn) è un anime prodotto da Hal Film Maker e trasmesso in Giappone su WOWOW nel 2000. La serie è stata importata negli Stati Uniti poco dopo la trasmissione giapponese, ma la pubblicazione dei DVD si è bloccata dopo appena due volumi. In Italia invece è stata distribuita per intero dalla Dynamic Italia; Rai Due iniziò a trasmetterla nel novembre 2002, ma la interruppe dopo appena tre episodi.

## Trama
Eri Natsuno e Yuko Miyabe sono due normali studentesse che vengono magicamente risucchiate in un mondo parallelo, abitato da persone minuscole. La gente di questo misterioso mondo crede che le due ragazze siano "sommi Demoni Umani", che proteggeranno la loro terra in tempo di guerra. Le protagoniste vengono aiutate da un gruppo di guerrieri di un villaggio, che cercano di scoprire come queste abbiano fatto ad arrivare nel loro mondo e come farle tornare indietro. Nel frattempo le due ragazze decidono di sdebitarsi aiutando il villaggio nella guerra contro la fazione avversaria.

## Personaggi
Eri Natsuno (奈津野 エリ?, Natsuno Eri)
Doppiata da: Shōko Enomoto (ed. giapponese), Alida Milana (ed. italiana)
Una delle due studentesse trasportate nel mondo parallelo, ha 16 anni ed è molto sensibile con la paura di ferire i sentimenti degli altri. Adora le storie fantasy e durante il viaggio nel mondo parallelo ne scrive basate sulle sue avventure.
Yuko Miyabe (宮部 ユコ?, Miyabe Yuko)
Doppiata da: Kaori Shimizu (ed. giapponese), Federica De Bortoli (ed. italiana)
Una delle due studentesse trasportate nel mondo parallelo, ha 16 anni ed è l'opposto di Eri. È piuttosto egoista e dice sempre tutto quello che le passa per la testa.
Shar (シャル?, Sharu)
Doppiato da: Kentarō Itō (ed. giapponese), Simone Mori (ed. italiana)
Un ragazzo minuscolo del mondo parallelo, guida Yuko e Eri nel loro viaggio. È sempre serio e tiene molto a se stesso. Si sente in colpa per non essere in grado di proteggere la principessa Arira e c'è una voce tra le sue creature secondo cui era, infatti, innamorato di lei.
Reka (レカ?, Reka)
Doppiata da: Kumi Sakuma (ed. giapponese), Francesca Manicone (ed. italiana)
Una ragazza minuscola che segue Shar, Eri e Yuko. È la partner di Shar, ma dall'atteggiamento di quest'ultimo non capisce se avrà un futuro con lui. Il suo aspetto attira molti uomini.
Mani (マニ?, Mani)
Doppiata da: Rie Ishizuka (ed. giapponese), Letizia Scifoni (ed. italiana)
La migliore amica di Reka, è innamorata di Shar, ma non vuole ferire i sentimenti di Reka e perciò lo tiene segreto. Diventa molto amica di Eri. È molto calma e gentile, nonostante alcuni la prendano in giro perché è brutta e la insultino.
Shura (シュラ?, Shura)
Doppiato da: Yasuhiko Nemoto (ed. giapponese), Vittorio De Angelis (ed. italiana)
Il fratello maggiore di Shar, e come lui molto serio. È innamorato di Reka, ma sa che a quest'ultima piace Shar e quindi non si dichiara. Tuttavia sembra provare dei sentimenti per Levian.
Bele (ベレー?, Berē)
Doppiato da: Mitsuo Iwata (ed. giapponese), Angelo Nicotra (ed. italiana)
Uno degli amici di Shar, aiuta Yuko ed Eri nel loro viaggio per tornare a casa. Discute spesso con Jyog ed è innamorato di Yuko.
Jyog (ヂョーグ?, Jōgu)
Doppiato da: Katsuhiko Kawamoto (ed. giapponese), Nanni Baldini (ed. italiana)
Uno degli amici di Shar, è un tipo spensierato, tuttavia vorrebbe che gli altri lo prendessero più sul serio.
Dal (ダール?, Dāru)
Doppiato da: Susumu Chiba (ed. giapponese), Massimo De Ambrosis (ed. italiana)
Un tipo estremamente geloso ed egoista, che odia Shar perché vuole essere lui il partner di Reka, di cui è innamorato. È un bravo stratega. Diventa responsabile della morte dei suoi compagni e spiega che lo ha fatto anche per impressionare Reka, ma potrebbe anche essere quello di soddisfare il suo ego.
Levian (レビアン?, Rebian)
Doppiata da: Masako Katsuki (ed. giapponese), Pinella Dragani (ed. italiana)
Generale donna dell'esercito di Balgidan. È molto rigorosa e intelligente, ma anche manipolativa. In seguito aiuta Yuko, Eri e i loro amici a fuggire. Come Reka, è oggetto delle attenzioni di molti uomini.
Principessa Arira (アリラ王女?, Arira Ōjo)
Doppiata da: Yuri Shiratori (ed. giapponese), Barbara De Bortoli (ed. italiana)
Una bella principessa con poteri magici, è colei che ha convocato Yuko e Eri nel loro mondo e subito dopo è stata fatta prigioniera. Muore durante un tentativo di fuga.
Capo villaggio
Doppiato da: Masafumi Kimura (ed. giapponese), Luciano De Ambrosis (ed. italiana)
Olto
Doppiato da: Makoto Sasaki (ed. giapponese), Giorgio Lopez (ed. italiana)
Glona
Doppiato da: Shigeaki Kano (ed. giapponese), Sandro Acerbo (ed. italiana)
Kuji
Doppiato da: Gō Aoba (ed. giapponese), Vittorio Guerrieri (ed. italiana)

## Terminologia
Mondo parallelo (異世界?, I sekai)
Il mondo in cui finiscono Eri e Yuko, abitato da nani. Si vive una vita primitiva, i cui i principali mezzi di trasporto sono insetti leggermente più grandi e creature simili agli anfibi; tra l'altro, togliersi le scarpe e mostrare i piedi è considerato un gesto molto maleducato.
Nani (小人?, Kobito)
Gli abitanti del mondo parallelo.
Belizeagle (ベルゼーグル?, Beruzēguru)
Un piccolo e povero villaggio del mondo parallelo, situato a Tingle.
Balgidan (バルジダン?, Barujidan)
Un gruppo di aggressori che attaccano il villaggio di Belizeagle.
Griania (グリアニア?, Guriania)
Una grande dinastia del mondo parallelo.
Tingle (ティングル?, Tinguru)
Lo stato vassallo di Guriania.

## Anime

### Episodi
| Nº | Titolo italiano Giapponese 「Kanji」 - Rōmaji                                                                     | In onda           | In onda          |
| Nº | Titolo italiano Giapponese 「Kanji」 - Rōmaji                                                                     | Giapponese        | Italiano         |
| 1  | La voce che chiama il risveglio 「目覚めよと呼ぶ声が聞こえ」 - Mezame yo to yobu koe ga kikoe                     | 11 luglio 2000    | 16 novembre 2002 |
| 2  | I luoghi racchiusi dal silenzio 「あたりは沈黙に閉ざされ」 - Atari wa chinmoku ni tozasare                        | 18 luglio 2000    | 23 novembre 2002 |
| 3  | Come in un'oscura notte del passato 「いつかのような暗い夜に」 - Itsuka no youna kurai yoru ni                    | 25 luglio 2000    | 30 novembre 2002 |
| 4  | Quando all'improvviso il cielo fu avvolto dalle tenebre 「空が急にかげったように」 - Sora ga kyuuni kagetta youni | 1º agosto 2000    | solo su DVD      |
| 5  | Oltre il bosco, oltre le pianure 「森を過ぎ、野を越えて」 - Mori wo sugi, zuke wo koete                           | 8 agosto 2000     | solo su DVD      |
| 6  | Lo scaltro guerriero 「抜け目のない狩人は」 - Nukeme no nai karyuudo na                                           | 22 agosto 2000    | solo su DVD      |
| 7  | Nessuno deve dormire 「誰も寝てはならぬ」 - Daremo netewanaranu                                                   | 22 agosto 2000    | solo su DVD      |
| 8  | Le dolci stelle della notte 「やさしい夕星よ」 - Yasashii yuuhoshi yo                                             | 29 agosto 2000    | solo su DVD      |
| 9  | Tristezza, onore, amore 「憐れみも、誉れも、愛も」 - Awaremi mo, homare mo, ai mo                                 | 5 settembre 2000  | solo su DVD      |
| 10 | Sparite, dolci immagini! 「消え去れ、やさしい面影よ」 - Kiesare, yasashii omokage yo                              | 12 settembre 2000 | solo su DVD      |
| 11 | Amara felicità, dolce sofferenza 「苦い喜び、甘い責め苦を」 - Kurushii yorokobi, amai semekurushii wo             | 19 settembre 2000 | solo su DVD      |
| 12 | Sole che ti innalzi nel cielo! 「さしのぼる太陽よ」 - Sashinoboru taiyou yo                                       | 26 settembre 2000 | solo su DVD      |
| 13 | Il cuore si aprirà alla tua voce 「あなたの声に心はひらく」 - Anata no koe ni kokoro wa hiraku                    | 26 settembre 2000 | solo su DVD      |

### Colonna sonora
In Italia vengono usate le sigle originali.
Sigla di apertura
- Sora e (空へ?), di Eri Kawai

Sigla di chiusura
- Melody ni… (メロディーに⋯?), di Shōko Enomoto (Eri) & Kaori Shimizu (Yuko)

Altri brani
- Moon Dance, di Eri Kawai (ep. 5)

## Manga e romanzi
È stato pubblicato in Giappone sulla rivista Young King OURs (Shōnen Gahōsha) un adattamento manga ad opera di Hajime Miyakawa.
Il romanzo, invece, è ad opera di Hiroshi Ishizaki e racconta una nuova storia rispetto a quella dell'anime.
1. Strange Dawn Special: TV Anime-ban Strange Dawn gaiden (ストレンジドーンＳＰ（スペシャル）テレビアニメ版ＳＴＲＡＮＧＥＤＡＷＮ外伝?), agosto 2000[2], ISBN 4-7897-1599-X.